# Перес, Мерседес (волейболистка)
Мерседес (Мамита) Перес Эрнандес (исп. Mercedes Pérez Hernández; род. 4 июня 1950, Гавана, Куба) — кубинская волейболистка, нападающая-доигровщица. Чемпионка мира 1978.

## Биография
Волейболом начала заниматься в Гаване и уже в 15-летнем возрасте вошла в состав столичной команды «Сьюдад Хабана» за которую выступала на протяжении всей своей игровой карьеры (до 1984).
В 1966 году (в возрасте 16 лет) приглашена в национальную сборную Кубы для участия в Центральноамериканских и Карибских играх, проходивших в Пуэрто-Рико, и на которых кубинки выиграли «золото». Всего выступала в сборной на протяжении 18 сезонов, приняв в её составе участие в трёх Олимпийских играх, трёх чемпионатах мира, двух розыгрышах Кубка мира, восьми чемпионатах NORCECA, пяти Панамериканских играх, пяти Центральноамериканских и Карибских играх. На этих турнирах 13 раз становилась победителем и 7 раз призёром. Среди этих достижений Перес наиболее ярким стала её победа в составе команды «карибских брюнеток» (закрепившееся за сборной Кубы прозвище) на чемпионате мира 1978 года, проходившем в СССР, где она являлась одним из лидеров мощной линии атаки команды (наряду с Мерседес Помарес и Нелли Барнет) и признана самым ценным игроком турнира (MVP). В том же году ФИВБ объявила Перес лучшим игроком мира по итогам сезона. После четвёртого подряд чемпионского титула на Панамериканских играх в 1983 году завершила игровую карьеру.
В 1987 году родила дочь. С 1991 — тренер в спортивной школе «Cerro Pelado» Гаваны. В 1991—1992 помогала Эухенио Хорхе в подготовке игроков сборной Кубы к Олимпиаде-1992. В 1998—2002 работала тренером в Мексике, а в 2002—2010 — в Венесуэле. С 2018 — тренер в детской спортивной школе Гаваны.

## Достижения

### Со сборной Кубы
- чемпионка мира 1978.
- серебряный призёр розыгрыша Кубка мира 1977.
- 4-кратная чемпионка Панамериканских игр — 1971, 1975, 1979, 1983;
  - бронзовый призёр Панамериканских игр 1967.
- 4-кратная чемпионка NORCECA — 1973, 1975, 1977, 1979;
  - 3-кратный серебряный призёр чемпионатов NORCECA —1969, 1971, 1981, 1983.
- 4-кратная чемпионка Центральноамериканских и Карибских игр — 1966, 1974, 1978, 1982;
  - серебряный призёр Центральноамериканских и Карибских игр 1970.

### Индивидуальные
- 1978: MVP чемпионата мира.
- 1978: лучшая волейболистка года.